# Willis Säwe
Gustaf Willis Säwe, född 7 oktober 1907 i Katarina församling i Stockholm, död 13 december 1978 i Linköping, var en svensk predikant, missionär och redaktör, aktiv inom pingströrelsen.

## Biografi
Willis Säwe var son till Gerda Augusta Widen, senare gift Säwe (1880–1920). Willis Säwe gifte sig 1937 med Mildred Viktoria, född Peterson (1909–1981). Säwe var akademiskt intresserad och stimulerade alla sina barn till akademisk utbildning. Willis Säwes svåger Arne Peterson var gift med Lewi Pethrus dotter Miriam Pethrus-Peterson.
Säwe var 1942–1958 föreståndare för Elimförsamlingen i Malmö. Han efterträdde 1958 Lewi Pethrus som pastor och föreståndare för Filadelfiaförsamlingen i Stockholm. Han var 1960-1973 chefredaktör för Evangelii Härold. Säwe verkade också som missionär i Frankrike (Paris och Le Havre).
Willis Säwe var känd som en skicklig predikant. Expressens chefredaktör Bo Strömstedt, själv uppvuxen i pingströrelsen, har bland annat i artiklar uttryckt sin fascination över Säwes predikokonst och språkliga pregnans. Författaren Björn Ranelid, med barndoms- och ungdomsminnen från Elimkyrkan i Malmö, minns Säwe som en behärskare av det talade ordet. 
En del ansåg Säwe som något formell och distanserad - till och med rigid med en stark betoning åt det lagiska[förklaring behövs] hållet. Det berättas att han höll mycket hårt på sin integritet, även i förhållande till sina underlydande församlingspastorer. DettaMall:Vad? framgår av pastor Martin Tornells bok Bakom kulisserna. Säwe framstod som elegant och belevad. Han fick kritik från pingströrelsen när han lät kvinnor i kör och orkester framträda i TV utan hatt och med moderna frisyrer. Förmodligen var det inte en helt lätt uppgift för Säwe att efterträda den färgstarke  pingstledaren Lewi Pethrus, som lett församlingen sedan dess grundande. Säwe var också skribent med ett både flytande och "lärt" språk. 
Säwe var motståndare till att Filadelfiaförsamlingen, tidningen Evangelii Härold och Förlaget Filadelfia skulle involveras i Lewi Pethrus politiska ambition att bilda det politiska partiet Kristen demokratisk samling (KDS). Han vägrade att ge ut Pethrus bok Ny mark på Filadelfiaförlaget, då han ansåg den vara en politisk pamflett mer än en andligt inriktad förkunnelsebok. De bägge hamnade fortsatt i flera konflikter med varandra, bland annat om församlingens engagemang i tidningen Dagen, Pingstbanken och styrningen av Stockholmsförsamlingen. Säwe förordade först sin medarbetare Samuel Edestav som sin efterträdare, men Pethrus och Säwe enades senare om Karl-Erik Heinerborg.
Säwes gärning föll delvis i glömska efter att han lämnade församlingsledningen. Numera tycks intresset för Willis Säwe, hans församlingsledning, predikningar och artiklar åter öka.[källa behövs]
Han var morfar till Åsa Waldau, pastor i Filadelfiaförsamlingen i Knutby.
Willis Säwe är begravd på Djursholms begravningsplats.